# Ligne de tramway 391
La ligne 391 est une ancienne ligne de tramway du Groupe de Mons-Borinage de la Société nationale des chemins de fer vicinaux (SNCV) qui a fonctionné entre le 1er août 1910 et 1936.

## Histoire
La ligne est mise en service le 1er août 1910 en traction vapeur entre Harveng et la gare de Quévy (Nord-Belge) à Aulnois. L'exploitation est assurée comme pour les autres lignes vapeur du capital 127 dit des lignes du Borinage par la société anonyme des Chemins de fer vicinaux montois, elle est reprise en mains propres par la SNCV au 1er janvier 1912.
Vers 1936, elle est fusionnée avec la ligne 21A Aulnois Quévy-Nord-Belge - Eugies Dépôt.

## Infrastructure

### Dépôts et stations
Quévy.

## Exploitation

### Horaires
Tableaux :
- 391 en 1931[4].